# Cricophorus
Cricophorus is een geslacht van zeeanemonen uit de klasse van de Anthozoa (bloemdieren).

## Soorten
- Cricophorus nutrix (Stuckey, 1909)
- Cricophorus radiatus (Stimpson, 1856)